# Neophocaena
A Neophocaena az emlősök (Mammalia) osztályának párosujjú patások (Artiodactyla) rendjébe, ezen belül a disznódelfinfélék (Phocoenidae) családjába tartozó nem.

## Rendszerezés
A nembe az alábbi 2 élő faj tartozik:
- Neophocaena asiaeorientalis (Pilleri & Gihr, 1972)
- rücskösfarkú disznódelfin (Neophocaena phocaenoides) (G. Cuvier, 1829) - típusfaj